# Javaanse fluitlijster
De Javaanse fluitlijster (Myophonus glaucinus) is een zangvogel uit de familie Muscicapidae (vliegenvangers).

## Verspreiding en leefgebied
Deze soort is endemisch op het Indonesische eiland Java.